# Radužnyj (Oblast' di Vladimir)
Radužnyj è una città della Russia europea centrale (oblast' di Vladimir), situata alla confluenza dei fiumi Pol', Buža e Užbol, 12 km a sud del capoluogo.
Fondata nel 1971 come insediamento per i lavoratori di alcune fabbriche che lavoravano per conto del Ministero della Difesa, venne battezzata Vladimir-30; nel 1991 si vide concesso lo status di città e venne ribattezzata con l'attuale nome. A causa della sua importanza dal punto di vista difensivistico militare, è amministrata direttamente dal governo centrale russo e per lo stesso motivo è stata dichiarata città chiusa.

## Società

### Evoluzione demografica
Fonte: mojgorod.ru
| 1976  | 1983   | 1996   | 2000   | 2003   | 2005   | 2007   |
| ----- | ------ | ------ | ------ | ------ | ------ | ------ |
| 2 400 | 10 000 | 17 400 | 18 500 | 17 500 | 17 700 | 17 800 |